# 头孢替林
头孢替林（INN：Cefmatilen，开发代号：S-1090）是一种口服活性头孢菌素抗生素。它是在日本开发的，并于1992年首次描述。
在体外，头孢替林对多种革兰氏阳性和革兰氏阴性细菌具有高度活性，包括化脓性链球菌和淋病奈瑟菌。

## 延伸阅读
- Cazzola M. . Expert Opin Investig Drugs. February 2000, 9 (2): 237–46. PMID 11060674. S2CID 45932120. doi:10.1517/13543784.9.2.237.